# Marco Negri
Marco Negri, född 24 maj 1955 i Mantua, är en italiensk före detta volleybollspelare. Negri blev olympisk bronsmedaljör i volleyboll vid sommarspelen 1984 i Los Angeles.